# Mistrzostwa Polski w piłce nożnej plażowej kobiet
Mistrzostwa Polski kobiet w piłce nożnej plażowej – zawody piłki nożnej plażowej rozgrywane corocznie od 2005 (w latach 2007-2008 zawody były odwołane) roku organizowane pod patronatem Polskiego Związku Piłki Nożnej w celu wyłonienia najlepszej drużyny kobiet w Polsce. Do 2010 roku za organizację tych rozgrywek odpowiedzialna była struktura Beach Soccer Polska.

## Medalistki
| Rok  | Miejsce   |                             |                            |                            |
| ---- | --------- | --------------------------- | -------------------------- | -------------------------- |
| 2005 | Darłówko  | Toyota Gorzów Wielkopolski  | AZS Grafomanki Gdynia      | -                          |
| 2006 | Sztutowo  | Toyota Gorzów Wielkopolski  | AZS Grafomanki Gdynia      | Hemako Sztutowo            |
| 2009 | Zgierz    | Dargfil Tomaszów Mazowiecki | Red Devils Ladies Chojnice | Włókniarz Zgierz           |
| 2010 | Gliwice   | KS Starówka Nowy Sącz       | Milenium Women Gliwice     | -                          |
| 2011 | Gdynia    | Red Devils Ladies Chojnice  | KU AZS UAM Poznań          | Elwo Etna Elbląg           |
| 2012 | Ustka     | Sztorm AWFiS Gdańsk         | Elwo Etna Elbląg           | KU AZS UAM Poznań          |
| 2013 | Ustka     | Sztorm AWFiS Gdańsk         | LUKS Czwórka Radom         | KU AZS UAM Poznań          |
| 2014 | Ustka     | Sztorm AWFiS Gdańsk         | Victoria SP2 Sianów        | KU AZS UAM Poznań          |
| 2015 | Ustka     | Sparta Daleszyce            | Boca Gdańsk                | KU AZS UAM Poznań          |
| 2016 | Gdynia    | KU AZS UAM Poznań           | Boca Gdańsk                | Sztorm AWFiS Gdańsk        |
| 2017 | Kołobrzeg | Lady Grembach EE Łódź       | AZS UAM Poznań             | Red Devils Ladies Chojnice |
| 2018 | Kołobrzeg | Lady Grembach EE Łódź       | Red Devils Ladies Chojnice | Sokół Kolbuszowa Dolna     |
| 2019 | Kołobrzeg | Lady Grembach Łódź          | Sparta Daleszyce           | ISD-UJD Częstochowa        |
| 2020 | Gdańsk    | Lady Grembach Łódź          | Red Devils Ladies Chojnice | Sparta Daleszyce           |
| 2021 | Gdańsk    | Lady Grembach Łódź          | Sparta Daleszyce           | FC10 Ladies                |
| 2022 | Gdańsk    | FC10 Ladies                 | Sparta Daleszyce           | Lady Grembach Łódź         |

### Tabela medalowa
| Lp. | Drużyna                     | Miejsca na podium | Miejsca na podium  | Miejsca na podium |   |   |
| --- | --------------------------- | ----------------- | ------------------ | ----------------- | - | - |
| Lp. | Drużyna                     | 1.                | Lady Grembach Łódź | 5                 | 0 | 1 |
| 2.  | Sztorm AWFiS Gdańsk         | 3                 | 0                  | 1                 |   |   |
| 3.  | Toyota Gorzów Wielkopolski  | 2                 | 0                  | 0                 |   |   |
| 4.  | Red Devils Ladies Chojnice  | 1                 | 3                  | 1                 |   |   |
| 5.  | KU AZS UAM Poznań           | 1                 | 2                  | 4                 |   |   |
| 6.  | Sparta Daleszyce            | 1                 | 2                  | 1                 |   |   |
| 7.  | FC10 Ladies Zgierz          | 1                 | 0                  | 1                 |   |   |
| 8.  | Dargfil Tomaszów Mazowiecki | 1                 | 0                  | 0                 |   |   |
| 8.  | KS Starówka Nowy Sącz       | 1                 | 0                  | 0                 |   |   |
| 10. | AZS Grafomanki Gdynia       | 0                 | 2                  | 0                 |   |   |
| 10. | Boca Gdańsk                 | 0                 | 2                  | 0                 |   |   |
| 12. | Elwo Etna Elbląg            | 0                 | 1                  | 1                 |   |   |
| 13. | LUKS Czwórka Radom          | 0                 | 1                  | 0                 |   |   |
| 13. | Milenium Women Gliwice      | 0                 | 1                  | 0                 |   |   |
| 13. | Victoria SP2 Sianów         | 0                 | 1                  | 0                 |   |   |
| 16. | Hemako Sztutowo             | 0                 | 0                  | 1                 |   |   |
| 16. | ISD-UJD Częstochowa         | 0                 | 0                  | 1                 |   |   |
| 16. | Sokół Kolbuszowa Dolna      | 0                 | 0                  | 1                 |   |   |
| 16. | Włókniarz Zgierz            | 0                 | 0                  | 1                 |   |   |